# Hòa thân

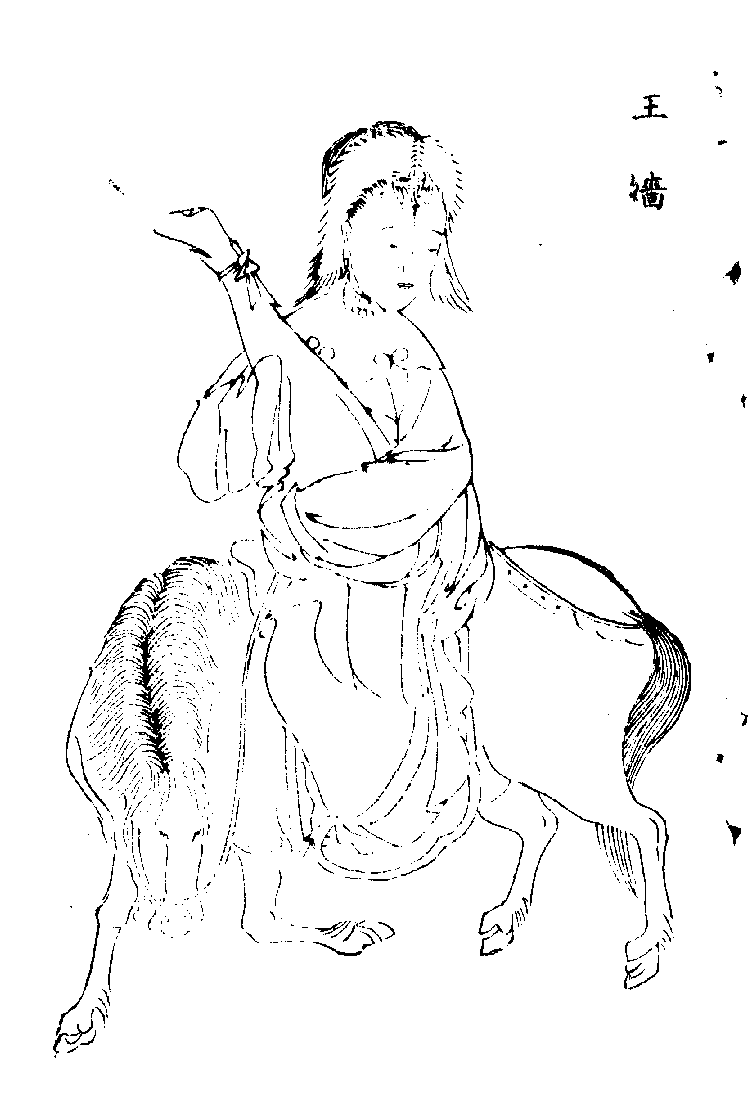
Vương Chiêu Quân - biểu tượng "hòa thân" trong lịch sử Đông Á.

Hòa thân (chữ Hán: 和親), cũng gọi Hòa phiên (和蕃), là một chính sách chính trị của các quân vương Đông Á, chủ yếu nói đến Trung Quốc, khi quyết định gả con gái chính mình hoặc nội tộc cho quân chủ nước khác đổi lấy mối quan hệ hữu hảo giữa hai nước. Đây được xếp vào dạng hôn nhân chính trị.
Ở một số quốc gia lấy tư tưởng Hoa di (trong đó có Việt Nam), các vương triều đều xem hành động này là không chính thống, vì phải gả nữ nhân hoàng tộc, hoặc trong nước cho những người không thuộc giống loài (ý chỉ Man di). Ở phương Tây, không có quan niệm Hoa di, các vương tộc đều có quan hệ mật thiết với nhau nên quan niệm này không tồn tại ở phương Tây.
Thời Hán Cao Tổ Lưu Bang, Thiền vu Hung Nô là Mặc Đốn quấy nhiễu biên cương, phải lấy con gái nhà dân phong làm Công chúa rồi gả cho Hung Nô, bắt đầu nên một lịch sử dài kì việc hòa thân. Nổi tiếng nhất phải kể đến sự kiện Vương Chiêu Quân thời Hán Nguyên Đế, gả cho Hô Hàn Tà, giúp từ đó về sau quan hệ giữa Hung Nô và nhà Hán hữu hảo. Về sau thời Đường Thái Tông, lại có Văn Thành công chúa giúp nhà Đường và Thổ Phồn tiến đến quan hệ mới. Từ ấy thẳng đến nhà Thanh, vẫn tồn tại nền chính trị hòa thân khi các Cố Luân Công chúa cùng Hòa Thạc Công chúa, là Hoàng nữ hoặc Cách cách được chọn gia phong, đều đem gả cho các Thân vương thuộc các tộc Mông Cổ trong hệ thống Mông Cổ Minh kỳ. Trong các triều đại lớn ở Trung Nguyên, có nhà Tống và nhà Minh là không theo tục lệ này.
Tại Việt Nam, chính trị hòa thân tồn tại từ thời nhà Lý, khi các công chúa nhà Lý thường được gả cho các tù trưởng vùng Tây Bắc. Đặc biệt nhất là sự kiện Huyền Trân công chúa gả cho Chiêm Thành vương Chế Mân, là ví dụ nổi tiếng nhất của "hòa thân" trong lịch sử Việt Nam.

## Lịch sử

### Trung Quốc
- Thời Xuân thu - Chiến quốc, Trung Quốc được chia thành nhiều nước chư hầu khác nhau. Việc gả các Vương nữ hay con gái quân chủ cho các quân chủ hoặc Vương tử của nước khác là rất phổ biến; như trường hợp Thân hậu, con gái Thân hầu được gả cho Chu U vương nhà Chu hay Tề Khương, con gái Tề Hoàn công được gả cho Tấn Hiến công của nước Tấn.
- Sau khi Trung Quốc được thống nhất, dưới thời Hán Cao Tổ Lưu Bang, Chu Bột giải vây trận thành Bạch Đăng. Lâu Kính hiến kế cho Cao Tổ thân hành "Hòa thân chính sách", lấy tông thất nữ quyến phong làm Ông chúa hay Công chúa, gả cho Hung Nô. Thời Hán Vũ Đế có Lưu Tế Quân, Lưu Giải Ưu. Chế độ thời Hán chấm dứt khi Vương Chiêu Quân hòa thân.
- Thời nhà Tùy, vì muốn phát triển quan hệ với Đột Quyết, gả Quang Hóa công chúa, An Nghĩa công chúa, Nghĩa Thành công chúa cho Đột Quyết Khả hãn.
- Nhà Đường, có 20 vị, Hoàng nữ là 3 vị, Tông thất cùng họ 4 vị, Tông thất khác họ 7 vị, con gái Di tộc tướng lãnh 3 vị, dòng họ không rõ 3 vị. Hạ giá Hồi Hột 6 vị, Khiết Đan 4 vị, Hề 3 vị, Thổ Dục Hồn 3 vị, Thổ Phiên 2 vị, Ninh Viễn quốc 1 vị, 1 người hòa thân Nam Chiếu sau bị cự tuyệt. Đại bộ phận hòa thân là khi đánh bại đối phương, hoặc đối phương thần phục thì cưới gả, còn lại là tiến hành liên hôn với thực lực ngang nhau. Như Đôn Hoàng vương Lý Thừa Thái nạp Hồi Hột công chúa làm Phi, nhà Đường gả công chúa cho Hồi Hột thường trở thành Khả đôn (vợ của Khả hãn). Nhà Đường rất ít khi gả Hoàng nữ hòa thân, mà dùng con gái trong tộc (như Văn Thành công chúa), hoặc họ ngoại (như Nghi Phương công chúa), phong làm Công chúa mà hòa thân. Thậm chí từng phong con gái vương tộc A Sử Na làm Công chúa để gả cho Đột Kị Thi.
- Nhà Liêu, Gia Luật Tương gả con gái Nghĩa Thành công chúa cho Hạ Châu Đô đốc là Lý Kế Thiên, người về sau là Thái Tổ của Tây Hạ. Con gái Phò mã Tiêu Hằng Đức gả cho Cao Ly Thành Tông.
- Nhà Nguyên, hòa thân tổng cộng 38 vị; trong đó Hoàng nữ 10 vị, cùng họ tông thất nữ 22 vị, thân phận không rõ 6 vị, hạ giá Uông Cổ Bộ 16 vị, Úy Ngột Nhi 9 vị, Cao Ly 9 vị, Thổ Phồn 4 vị.
- Nhà Thanh chính sách giống nhà Đường, lấy Hoàng nữ hạ giá, chủ yếu là vương công Mông Cổ, để xiết chặt quan hệ vùng Ngoại Mông Cổ và Nội Mông Cổ với nhà Thanh, gọi là Mãn Mông liên hôn (满蒙联姻). Theo đó, từ thời Thiên Mệnh đến cuối Càn Long, gả công chúa và hương quân có 70 người; trong đó hoàng nữ 22 người, quận chúa 21 người, huyện chúa 6 người, quận quân 9 người, huyện quân 7 người, hương quân 6 người.

### Việt Nam
- Nhà Lý, gả Bình Dương công chúa, Kim Thành công chúa, Trường Ninh công chúa, Thiên Thành công chúa, Khâm Thánh công chúa, Ngọc Kiều công chúa, Diên Bình công chúa, Thiều Dung công chúa, Thụy Thiên công chúa cho các Châu mục ở Lạng Châu cùng các châu xa ở Tây Bắc; tổng cộng 9 người. Không rõ có bao nhiêu người thực sự là Hoàng nữ, bao nhiêu người là Tông thất nữ. Vì Ngọc Kiều công chúa là con gái Phụng Càn vương Lý Nhật Trung, được bác là Lý Thánh Tông nuôi trong cung, sau đó hòa thân.
- Nhà Trần, Thái sư Trần Thủ Độ gả tông thất nữ Ngoạn Thiềm công chúa cho sứ quân Nguyễn Nộn, Trần Thánh Tông gả em gái An Tư công chúa cho Trấn Nam vương Thoát Hoan; Trần Anh Tông gả em gái Huyền Trân công chúa cho Chiêm Thành vương Chế Mân.
- Chúa Nguyễn, Sãi chủ Nguyễn Phúc Nguyên gả Công nữ Ngọc Vạn cho Chân Lạp, lại gả Công nữ Ngọc Khoa cho Chiêm Thành, Công nữ Ngọc Hoa cho thương nhân người Nhật Bản.